# Эрмания
Эрма́ния (лат. Ermania) — монотипный род цветковых растений семейства Капустные (Brassicaceae). Единственный вид — Эрмания парриевидная (Ermania parryoides): небольшого размера многолетнее травянистое растение, встречающиеся в горах северо-восточной Евразии. Один из очень немногих родов сосудистых растений — эндемиков России.

## Распространение
Встречается на Чукотке, в том числе в бассейнах рек Анадырь и Пенжина, на хребте Черского (окрестности Усть-Неры, Якутия) в Магаданской области (на Колымском нагорье и побережье Охотского моря). Растёт преимущественно на элювиях и делювиях кислых осадочных породах, реже — на сухих участках в поймах горных рек.

## Биологическое описание
Мелкие многолетние травянистые растения с многочисленными розетками мелких листьев, которые морфологически могут существенно отличаться друг от друга в зависимости от условий произрастания.
Обычно это растения с очень небольшими междоузлиями вегетативных побегов, образующие плотные куртины, однако в условиях, когда растения оказываются после подвижек грунта погребёнными под слоем щебня или галки, происходит существенное удлинение междоузлий, что позволяет растению вынести розетки листьев на поверхность
Цветки мелкие, с белым венчиком. Плоды — стручки с плоскими семенами.

## Этимология
Род назван в честь немецкого ботаника и путешественника Георга Адольфа Эрмана (1806—1877), исследователя Сибири и Камчатки.

## Систематика
Некоторые источники считают неоправданным выделение рода Ermania и включают вид Ermania parryoides в род Христолея (Christolea). При таком подходе правильное название вида — Christolea parryoides (Cham.) N.Busch.